# Rubus ludwigii
Rubus ludwigii är en rosväxtart. Rubus ludwigii ingår i släktet rubusar, och familjen rosväxter.

## Underarter
Arten delas in i följande underarter:
- R. l. ludwigii
- R. l. spatiosus

## Bildgalleri

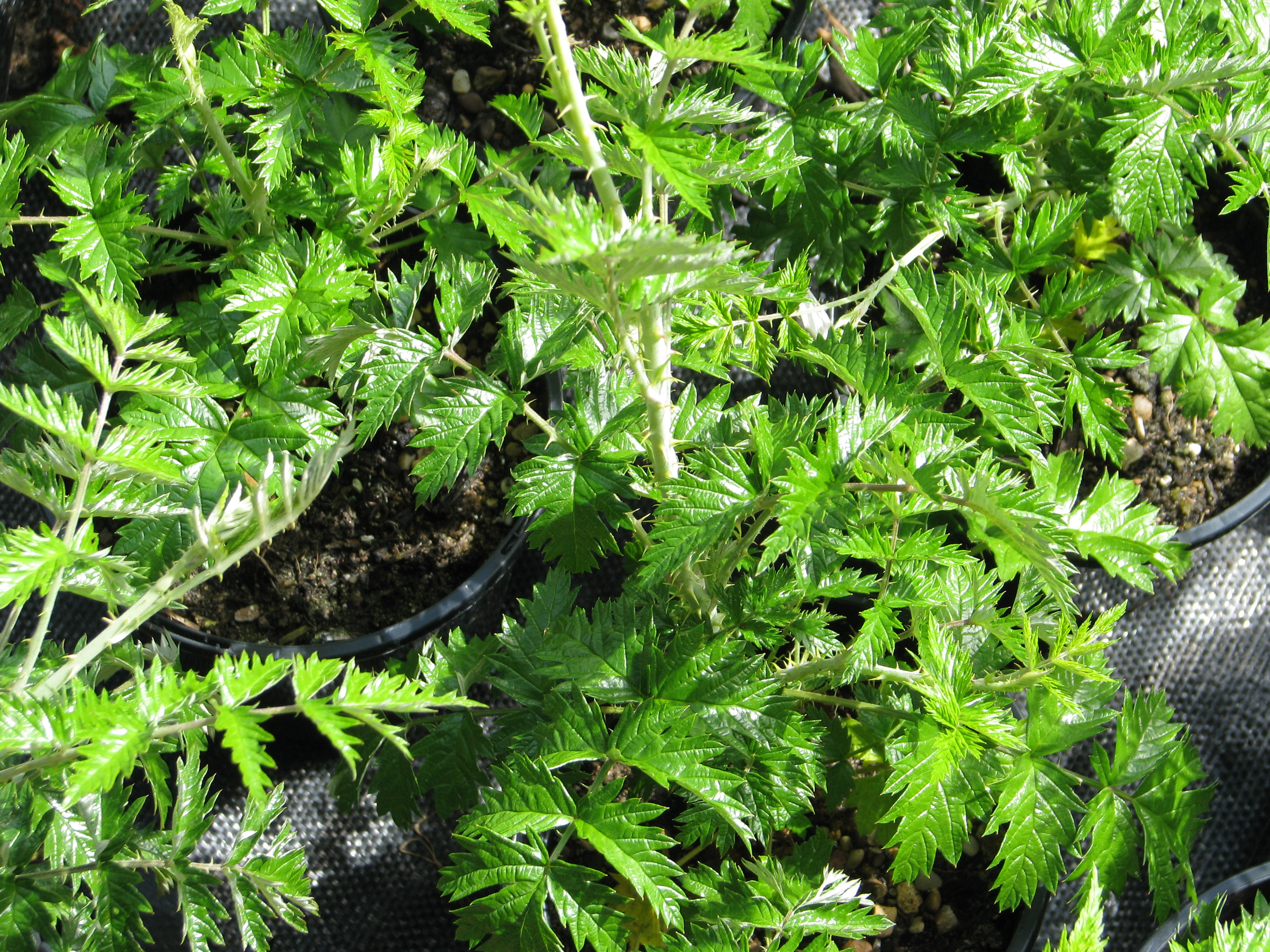
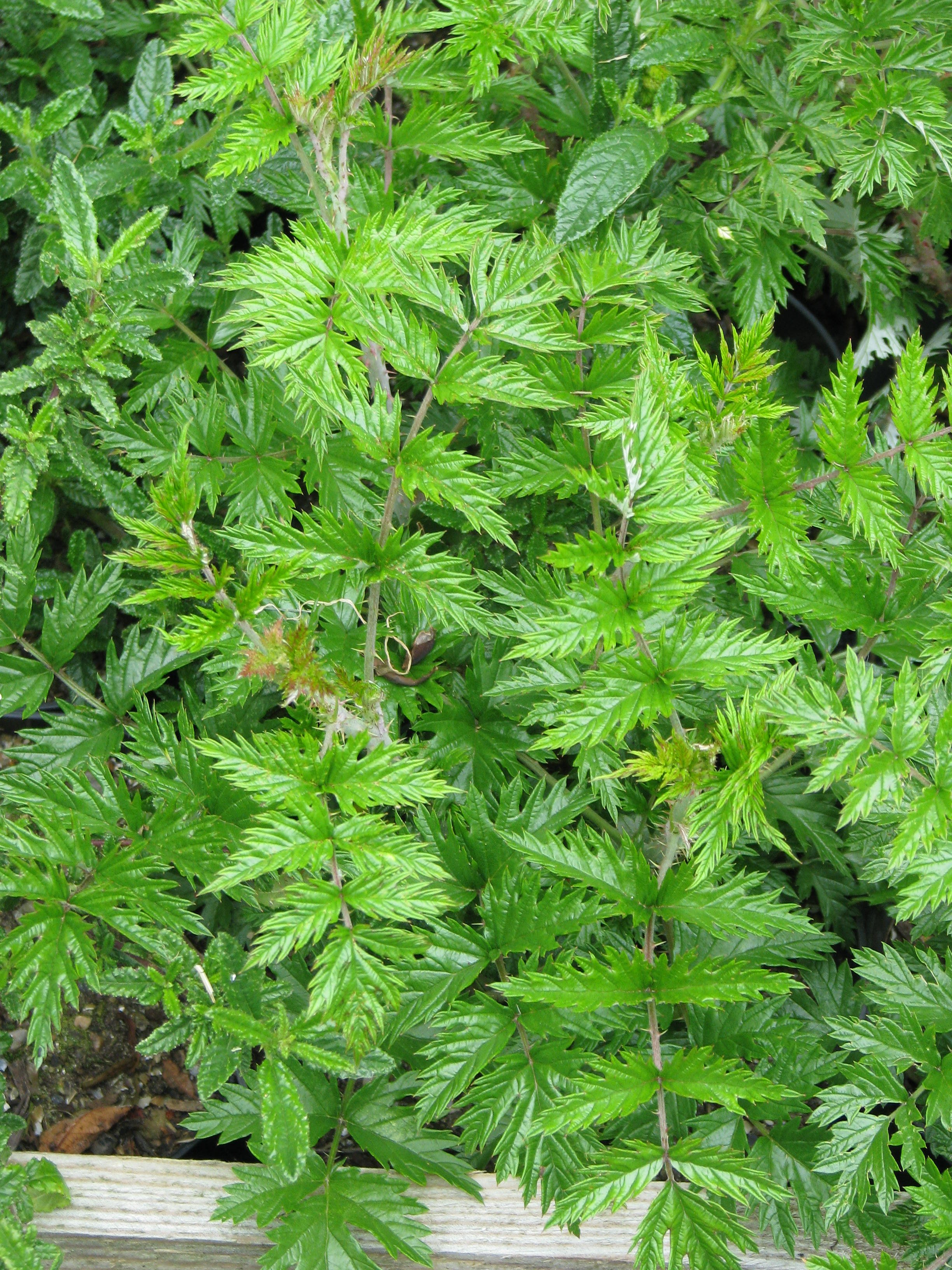
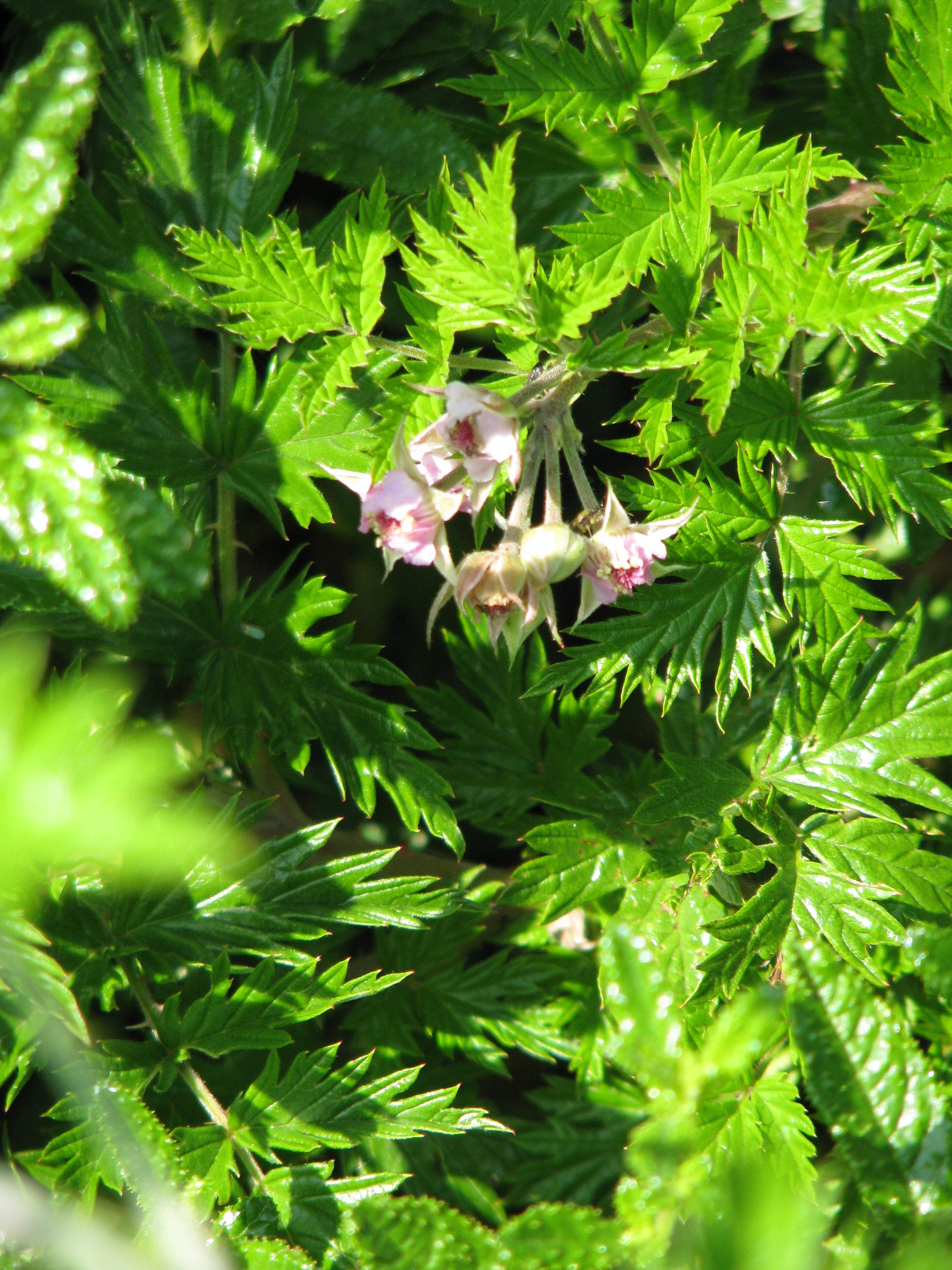